# Economía azul

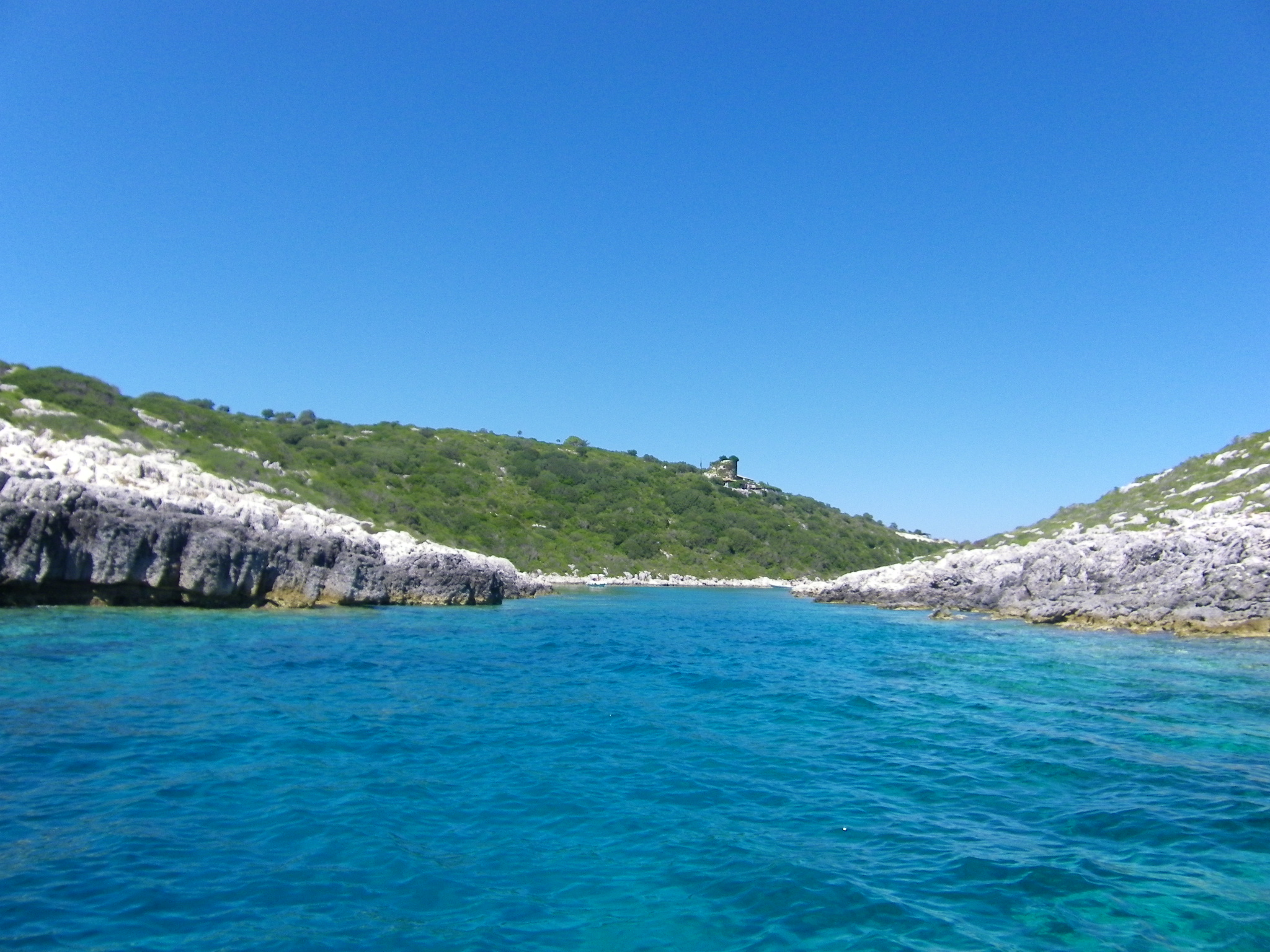
Un pequeño estrecho en la isla griega de Paxós (Mar Jónico). El turismo en bellos paisajes marítimos forma parte de la economía azul.

La economía azul es la que reconoce la importancia de los mares y los océanos como motores de la economía por su gran potencial para la innovación y el crecimiento, según definición de la Unión Europea. La organización ecologista internacional World Wildlife Fund (WWF/Adena) consideraba en el informe Principios para una economía azul sostenible que se da a la expresión un significado amplio —la actividad económica del sector marítimo— y otro más restringido —el uso del mar y sus recursos para un desarrollo económico sostenible y rentable. 
Los océanos producen más del 50% del oxígeno de nuestro planeta y absorben en torno al 30% del dióxido de carbono de los humanos. Y, sin embargo, los océanos se encuentran ahogados en plásticos. De ahora en adelante, el Tratado Global de los Océanos velará por ellos, tras el acuerdo al que han llegado 200 países para proteger la biodiversidad del 30% de los océanos de cara al 2030, que anteriormente sólo correspondía al 8%.

## Relación con la economía verde
La economía verde o economía ecológica es «la ciencia que se ocupa de una gestión económica que favorece la sostenibilidad.» Con este enfoque la economía azul es parte de la economía verde y totalmente compatible con ella. En la Conferencia de Desarrollo Sostenible de Naciones Unidas celebrada en 2012 en Río de Janeiro las pequeñas islas del Pacífico proclamaron que, para ellas, la economía verde era en realidad una economía azul.

## Sectores clave de la economía azul
De acuerdo con Bernhard Friess, director de asuntos marítimos y pesquerías (DG MARE) de la Unión Europea, y la estrategia Crecimiento Azul, estos sectores son:
- Ecoturismo
- Fomento del entorno forestal
- Energía renovable
- Pesca sostenible
- Biotecnología azul

## Principios de la economía azul
Enumerados por WWF en su documento del mismo título, son:
- Que todos los actores económicos (gobiernos, empresas, ecologístas y ciudadanía) establezcan objetivos claros, medibles y coherentes (por ejemplo, las capturas anuales de pescado, la calidad de las aguas, etc.).
- Medir y comunicar regularmente el avance hacia dichos objetivos.
- Crear un entorno económico y legislativo que proporcione a la economía azul los incentivos adecuados a través de impuestos, subvenciones o permisos.
- Planear y gestionar de manera eficaz el espacio marino y sus recursos. b
- Desarrollar y aplicar los estándares y las mejores prácticas que lleven a un aprovechamiento sostenible de los recursos marinos.
- Reconocer que la economía marítima y la terrestre están entrelazadas y que muchas de las amenazas para el mar se originan en tierra.
- Cooperar activamente, compartir información y conocimiento para alcanzar un futuro sostenible y próspero para todos.

## Ambivalencia del término inglésblue economy
En inglés blue economy se aplica:
1. a una escuela de pensamiento de la economía circular,[8] cuyo máximo exponente es el libro The Blue Economy, del economista y empresario Gunter Pauli; y
2. a la definición de la Unión Europea citada al comienzo de esta página.